# Будянське (пам'ятка природи)
Будя́нське — ботанічна пам'ятка природи місцевого значення в Україні. Розташована в межах Чернігівського району Чернігівської області, на південний захід від села Буди.
Площа 5 га. Статус присвоєно згідно з рішенням Чернігвського облвиконкому від 10.06.1972 року № 303; від 27.12.1984 року № 454; від 28.08.1989 року № 164. Перебуває у віданні ДП «Чернігівське лісове господарство» (Дроздівське л-во, кв. 14, вид. 18).
Статус присвоєно для збереження частини лісового масиву з цінними насадженнями граба.